# Liste der Biografien/Krez
Liste der Biografien |
Portal Biografien |
Personensuche
# |
A |
B |
C |
D |
E |
F |
G |
H |
I |
J |
K |
L |
M |
N |
O |
P |
Q |
R |
S |
T |
U |
V |
W |
X |
Y |
Z |
?
 
Ka |
Kb |
Kc |
Kd |
Ke |
Kf |
Kg |
Kh |
Ki |
Kj |
Kl |
Km |
Kn |
Ko |
Kp |
Kr |
Ks |
Kt |
Ku |
Kv |
Kw |
Ky |
Kx |
Kz
 
Kra |
Krb |
Krc |
Kre |
Krg |
Krh |
Kri |
Krj |
Krk |
Krl |
Krm |
Krn |
Kro |
Krp |
Krs |
Krt |
Kru |
Kry |
Krz
 
Krea |
Kreb |
Krec |
Kred |
Kree |
Kref |
Kreg |
Kreh |
Krei |
Krej |
Krek |
Krel |
Krem |
Kren |
Kreo |
Krep |
Kres |
Kret |
Kreu |
Krev |
Krew |
Krex |
Krey |
Krez
Die Liste der Biografien führt alle Personen auf, die in der deutschsprachigen Wikipedia einen Artikel haben. Dieses ist eine Teilliste mit 8 Einträgen von Personen, deren Namen mit den Buchstaben „Krez“ beginnt.

## Krez
- Krez, Konrad (1828–1897), deutsch-amerikanischer Dichter, Jurist und General

### Krezd
- Krezdorn, Franz (1882–1914), deutscher Fußballspieler
- Krezdorn, Siegfried (1914–1982), deutscher Historiker, Politiker (CDU) und Bürgermeister der Stadt Bad Waldsee

### Kreze
- Krężelok, Janusz (* 1974), polnischer Skilangläufer

### Krezi
- Krezic, Darko (* 1977), deutscher Basketballspieler
- Krezic, Zoran (* 1979), deutscher Basketballspieler

### Krezm
- Krezmaier, Gervas (1814–1871), deutscher Maler

### Krezy
- Krezyman, Nadia (* 2004), polnische Fußballspielerin